# Carnac
Carnac (bretonisch Karnag) ist eine französische Gemeinde mit 4215 Einwohnern (Stand 1. Januar 2022) im Département Morbihan in der Region Bretagne. Sie gehört zum Arrondissement Lorient und zum Gemeindeverband Auray Quiberon Terre Atlantique.

## Geografie
Die Stadt Carnac liegt an der Atlantikküste zwischen der Halbinsel Quiberon und der Mündung des Flusses Auray, die zum Golf von Morbihan überleitet. Der Küstenabschnitt um Carnac heißt Côte des Mégalithes. Sie ist berühmt für ihre mehr als 3000 Menhire, die zu Steinreihen (französisch alignements) gruppiert sind. Auch die Steingehege der Bretagne und etliche Großsteingräber (Dolmen) liegen nahe Carnac. Nächstgrößere Städte sind Lorient (30 Kilometer nordwestlich) und Vannes (28 Kilometer nordöstlich). Umgeben wird Carnac von den Nachbargemeinden Ploemel im Norden, Crach im Nordosten, La Trinité-sur-Mer im Osten, Saint-Pierre-Quiberon im Südwesten, Plouharnel im Westen sowie Erdeven im Nordwesten.

## Bevölkerungsentwicklung
| Jahr                       | 1962 | 1968 | 1975 | 1982 | 1990 | 1999 | 2011 | 2019 |
| Einwohner                  | 3636 | 3655 | 3733 | 3962 | 4243 | 4444 | 4227 | 4236 |
| Quellen: Cassini und INSEE |      |      |      |      |      |      |      |      |

## Tourismus
Die klimatisch stabile Südküste der Bretagne mit ihren vielen Buchten und Sandstränden ist bei Franzosen schon seit den 1920er Jahren beliebt. Seit den 1960er Jahren finden sich auch Besucher aus anderen europäischen Ländern ein, die auch die vielen prähistorischen Sehenswürdigkeiten in Carnac und seiner Umgebung besuchen.
Der Bahnhof Plouharnel - Carnac an der Bahnstrecke Auray–Quiberon wird im Sommer von Ausflugszügen bedient. Bis 1935 gab es eine Straßenbahn, die den Bahnhof, Ort und Strand miteinander und mit den Nachbarorten La Trinité-sur-Mer und Étel verband.

## Monumente
Die Steinreihen, die einzeln stehenden Menhire und die Dolmen bestehen im Wesentlichen aus dem Granitgestein der vom Meer aufgeschlossenen Küste. Viele Oberflächen sind heute zum Teil verwittert und mit Flechten überzogen. Während die älteren Steine der Steinreihen und der Dolmen in aller Regel sorgfältig bearbeitet wurden, sind bei späteren Steinsetzungen kaum noch Bearbeitungsspuren festzustellen.

### Steinreihen

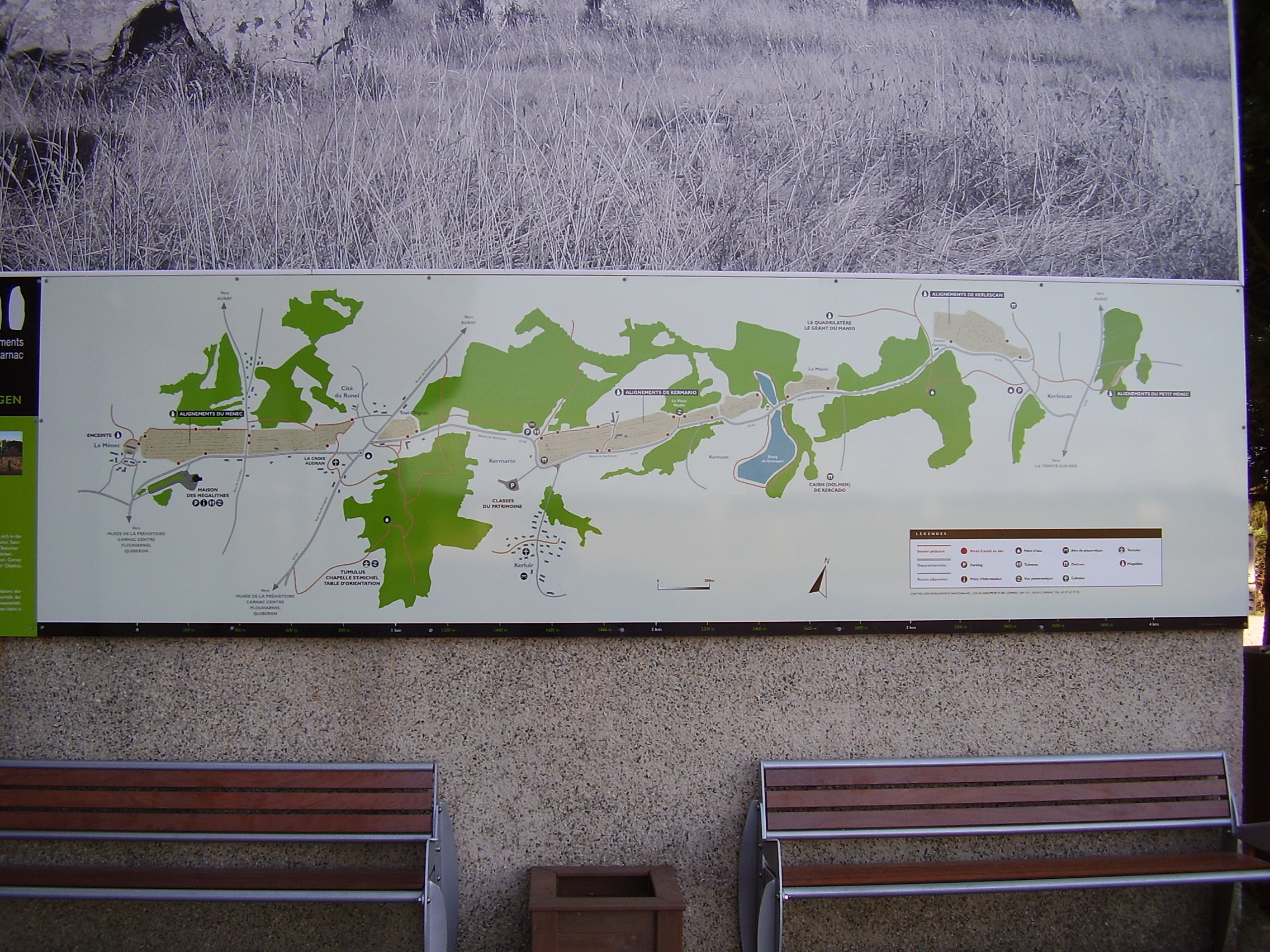
Übersicht über die Steinreihen

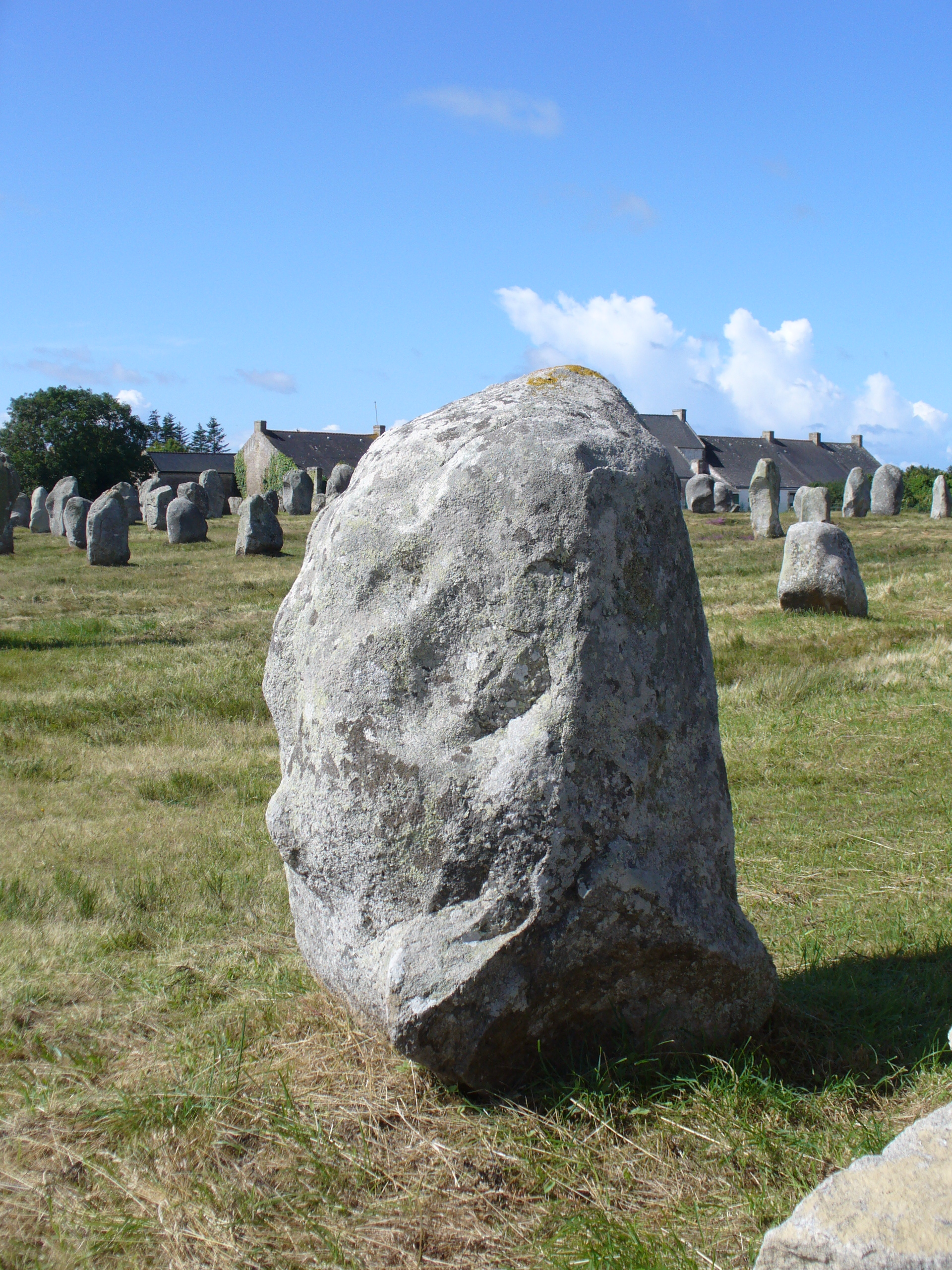
Megalithanlage von Le Ménec mit 1099 Menhiren, Carnac

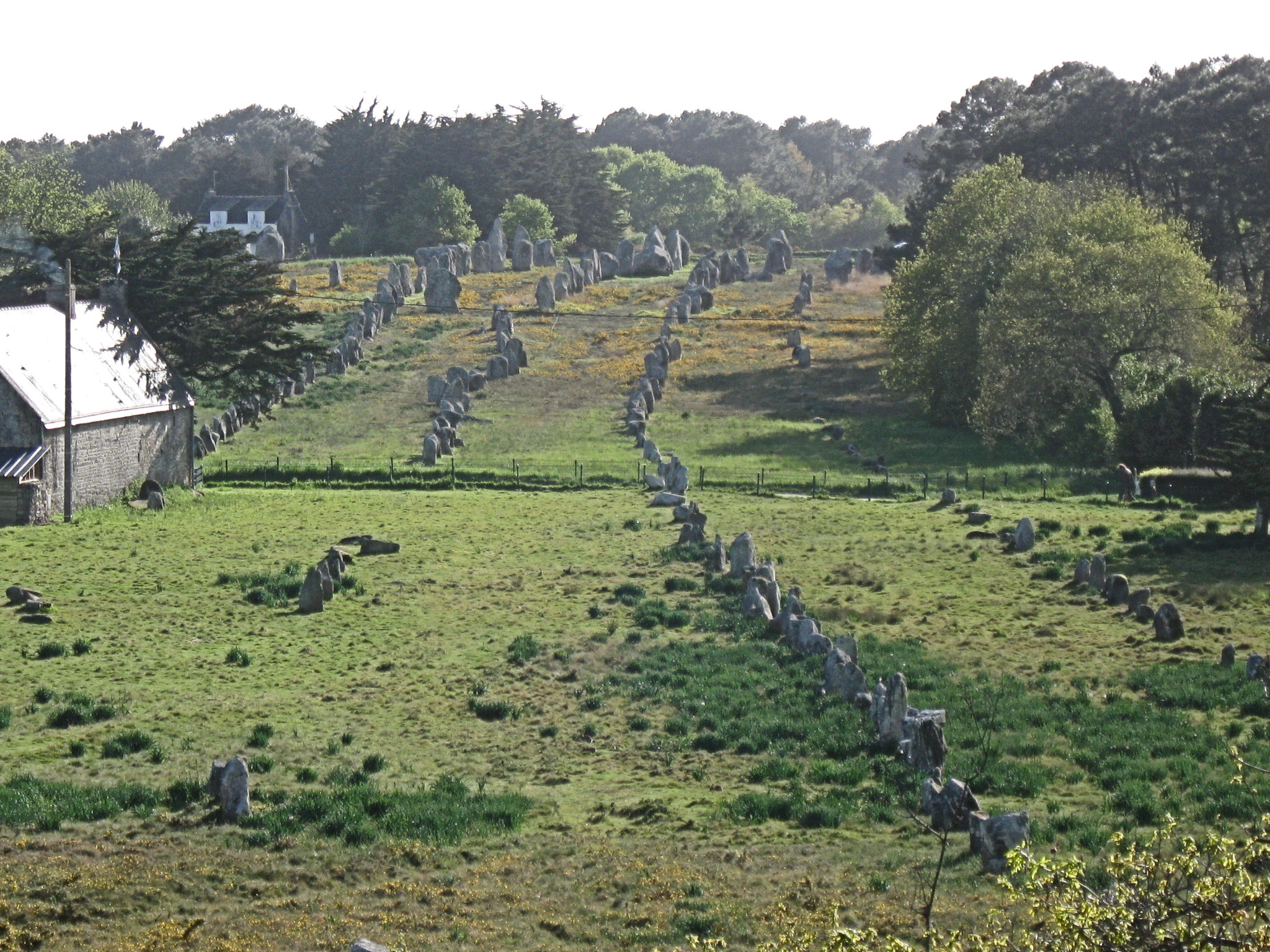
Steinreihen von Kermario

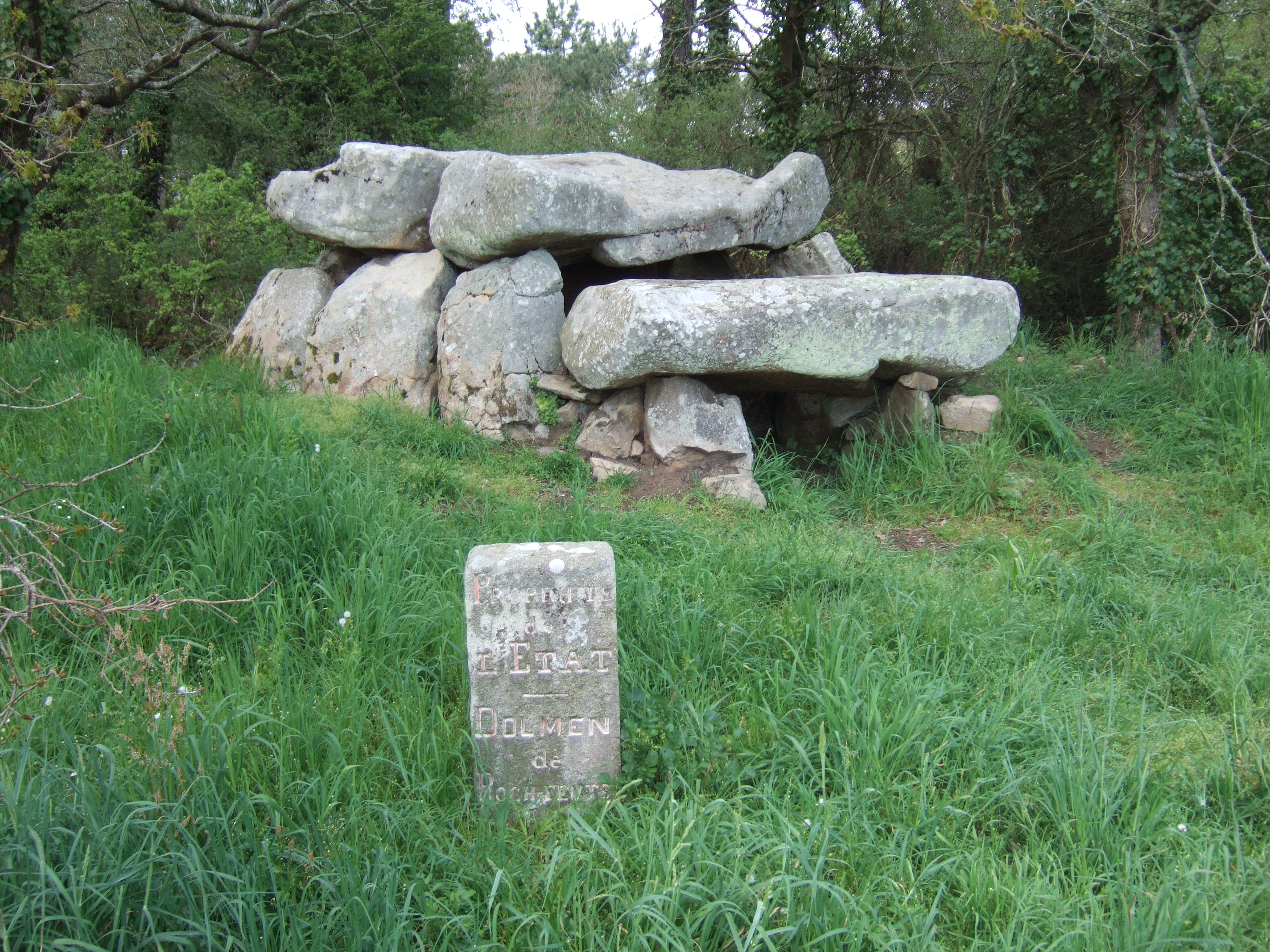
Dolmen Er-Roc’h-Feutet bei Carnac

Die Steinreihen bilden die Gruppen von Kerlescan, Le Menec und Kermario. Die Reihen sind über drei Kilometer lang und enthielten ursprünglich über 3000 Steine, die zwischen 0,5 und 4,0 m hoch sind. Die größten Steine befinden sich immer am westlichen Ende. Das ursprüngliche Ausmaß betrug vermutlich 8 km, und die Anlage schloss auch die Monumente von Le Petit Menec, St.-Barbe und Kerzerho ein. Die Reihen erstreckten sich damit von Crac'h Ria bis Plouharnel.
- Menec hat Steinkreise an beiden Enden (90 und 110 m Durchmesser). Die Steinreihe ändert einmal die Ausrichtung, was manche Forscher als Hinweis auf einen Bau in zwei Phasen ansehen.
- Bei Kermario sind die Reste des Steinkreises am West-Ende auf Luftbildern noch zu erkennen. Die Steinreihe ändert dreimal ihre Richtung.
- Kerlescan hat einen Steinkreis am Westende, im Osten anscheinend nicht. Er besteht aus 13 parallelen Reihen, die zwischen sieben und 41 Steine enthalten. Ein Teil der Megalithe lag bereits als Blöcke vor, viele der kleineren wurden aus dem anstehenden Fels gebrochen.

Erste systematische Untersuchungen machte der schottische Archäologe James Miln (1819–1881) in den 1870er Jahren und später sein Schüler Zacharie Le Rouzic (1864–1939). Während des Zweiten Weltkriegs wurden nationalsozialistische Archäologen des Einsatzstabs Reichsleiter Rosenberg mit der Vermessung der Steinreihen und einer Ausgrabung speziell an den Steinreihen von Kerlescan beauftragt. Die Funde der Ausgrabung befinden sich größtenteils bis heute im Museum von Carnac.
Serge Cassen sieht die Steinreihen als eine Verteidigungslinie gegen übernatürliche Gefahren, die vom Meer ausgehen.

### Tumulus St. Michel
Der Tumulus St. Michel ist der größte künstlich errichtete Erdhügel Frankreichs (Länge 125 m, Breite 60 m, Höhe etwa 10 m). Er enthält eine Anzahl von Steinkisten und einen Dolmen, die mittels Tunnel zu besichtigen waren. Da die Hügelschüttung durch die Grabungen instabil wurde, sind die Tunnel inzwischen für die Öffentlichkeit gesperrt. Auf der Spitze des Grabhügels befindet sich eine Kapelle für den Erzengel Michael und ein Steinkreuz. Von hier hat man eine gute Aussicht über den Golf von Morbihan. Vergleichbare Großtumuli in der Umgebung sind der Le Petit Mont bei Arzon sowie die Anlagen von Er Grah, Mané Lud, Tumulus du Moustoir und Mané-er-Hroëk bei Locmariaquer.

### Großsteingräber
Am Ortsrand befinden sich die Dolmen von Kerluir und Beaumer. Im Ort befindet sich ein weiterer Dolmen, Belle-Vue an der Rue de Courdiec. Eine Kurzdarstellung der aktuellen Forschung um die Megalithgräber der Region Carnac wurde von der Berliner Gesellschaft für Anthropologie, Ethnologie und Urgeschichte vorgelegt. Während der deutschen Besatzung der Bretagne (1940–1944) wurden mehrere Großsteingräber durch Schützengräben und Schanzarbeiten der Organisation Todt und der Wehrmacht beschädigt oder zerstört.

### Vorzeitliche Besiedlung
Das Camp du Lizo ist eine Höhensiedlung. Sie wurde am Ende der Bronzezeit errichtet und ist bisher als einzige in der Region erforscht. Das auf einem Plateau oberhalb des Flusses Crac’h nordöstlich von Carnac gelegene Camp wurde zwischen 1923 und 1926 von Zacharie Le Rouzic (1864–1939) untersucht.

### Datierung
Die Megalithanlagen wurden in der Jungsteinzeit (ab ca. 4500 v. Chr.) erbaut und bis in die Bronzezeit (ca. 2300 v. Chr.) genutzt. Gewöhnlich datiert man die Steinreihen in das Spätneolithikum; Grundlagen für eine Datierung (Skelettreste oder Keramikfunde) sind jedoch spärlich und könnten überdies auch späteren Zeiten entstammen. Die Steinreihen von Kermario laufen über den altneolithischen Langhügel von Le Manio.

## Museum
In dem Gebäude eines ehemaligen Priesterseminars in der Ortsmitte von Carnac befindet sich das Musée de Prehistoire mit sehenswerten Exponaten und Informationen zu Megalithanlagen. Einige Vitrinen sind der Römerzeit und dem Mittelalter gewidmet (siehe Weblink).

## Persönlichkeiten
- Paul Goffeny (1907–1945), hochdekorierter französischer Marinepilot
- Delphine Cousin Questel (* 1991), mehrfache Windsurf-Weltmeisterin

## Städtepartnerschaften
- Illertissen, Deutschland
- La Clusaz, Frankreich